# Shivapuris nationalpark

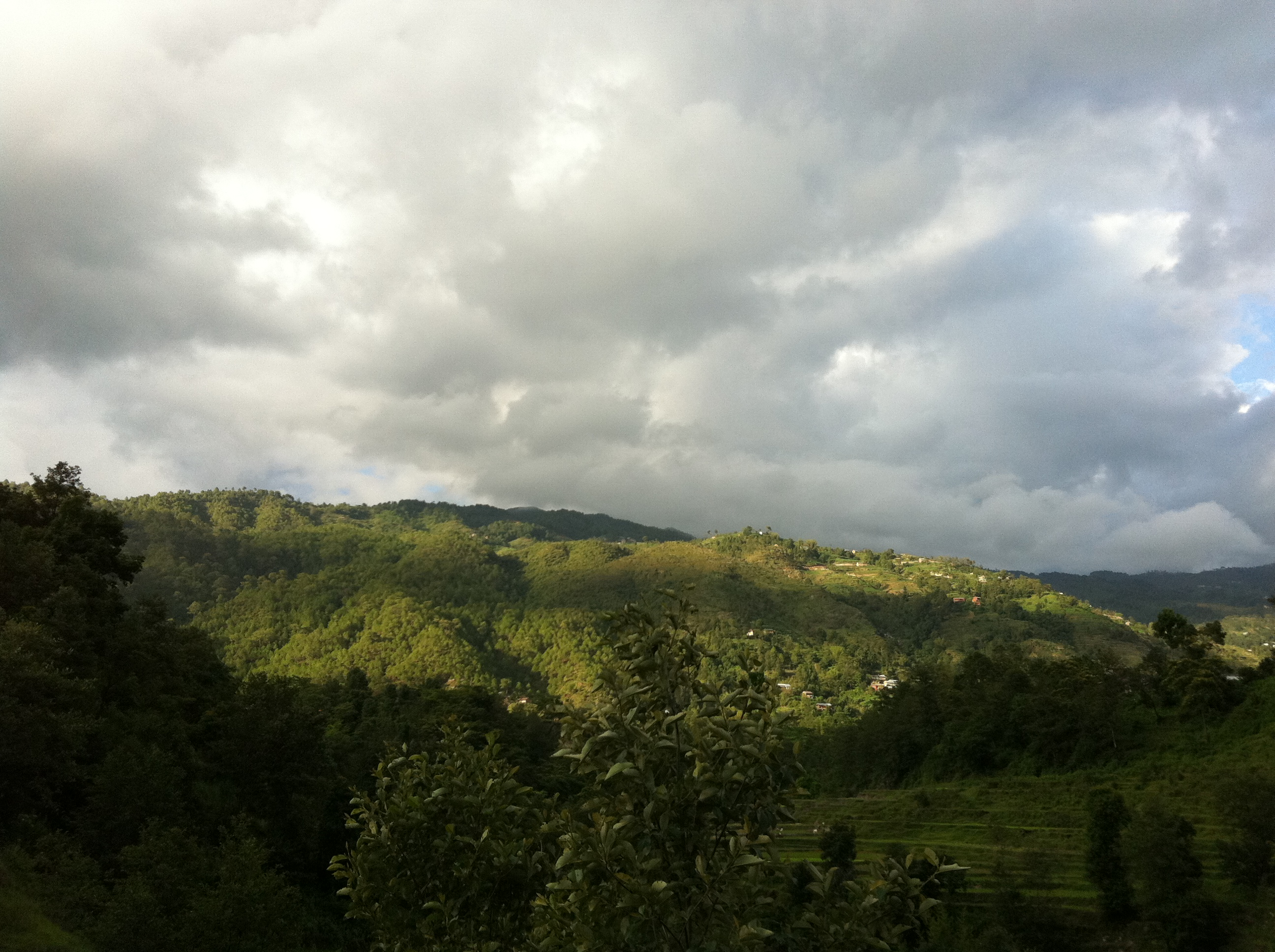
Vy mot Shivapuris nationalpark från Sundarijal.

Shivapuris nationalpark är en nationalpark i Nepal, den nionde nationalparken, som inrättades 2002. Nationalparken är 159 km2 och ligger i distrikten Katmandu, Nuwakot och Sindhupalchowk och gränsar i väster mot Dhading.
Shivapuris nationalpark  ligger i norra delen av Katmandudalen och har fått namn efter berget Shivapuri Peak, 2 732 m ö.h. Trappsteg leder upp till toppen som ger ett nästan 360-gradigt panorama över Himalaya. I skogen på vägen upp finns ett ihåligt träd där den hinduiske mystikern Todkke Baba under ett antal år mediterat.

## Klimat
Nationalparken är belägen precis på gränsen mellan subtropiskt och tempererat klimat. Årsnederbörden är 1 400 millimeter och merparten (80 procent) faller i maj till september under monsunen. Temperaturen varierar mellan 2 och 17 °C under vintern till 19-30 °C under sommaren.

## Växtlighet

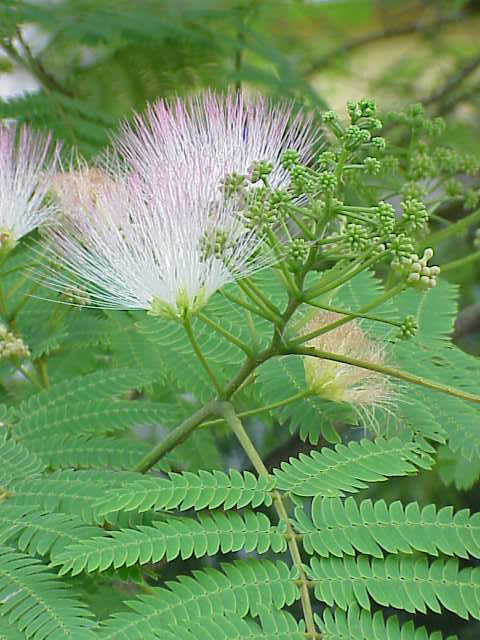
Silkesträdet förekommer I nationalparken.

Skogarna i parkområdet består framför allt av subtropisk djungel, med trädarter från Schima och Castanopsis-släktena. I torra partier växer Pinus roxburghii och I fuktiga områden Alnus nepalensis, som tillhör alsläktet, Prunus cerasoides, Engelhardia (arter i familjen valnötsväxter och Quercus glauca.
I delar av parken förekommer också arter i eksläktet, lagerväxter och på nordliga sluttningar Rhododendron arboreum.
Botaniker har dokumenterat 129 arter av svampar och 2 122 växter, 449 kärlväxter och 16 arter som är endemiska.

## Djurliv

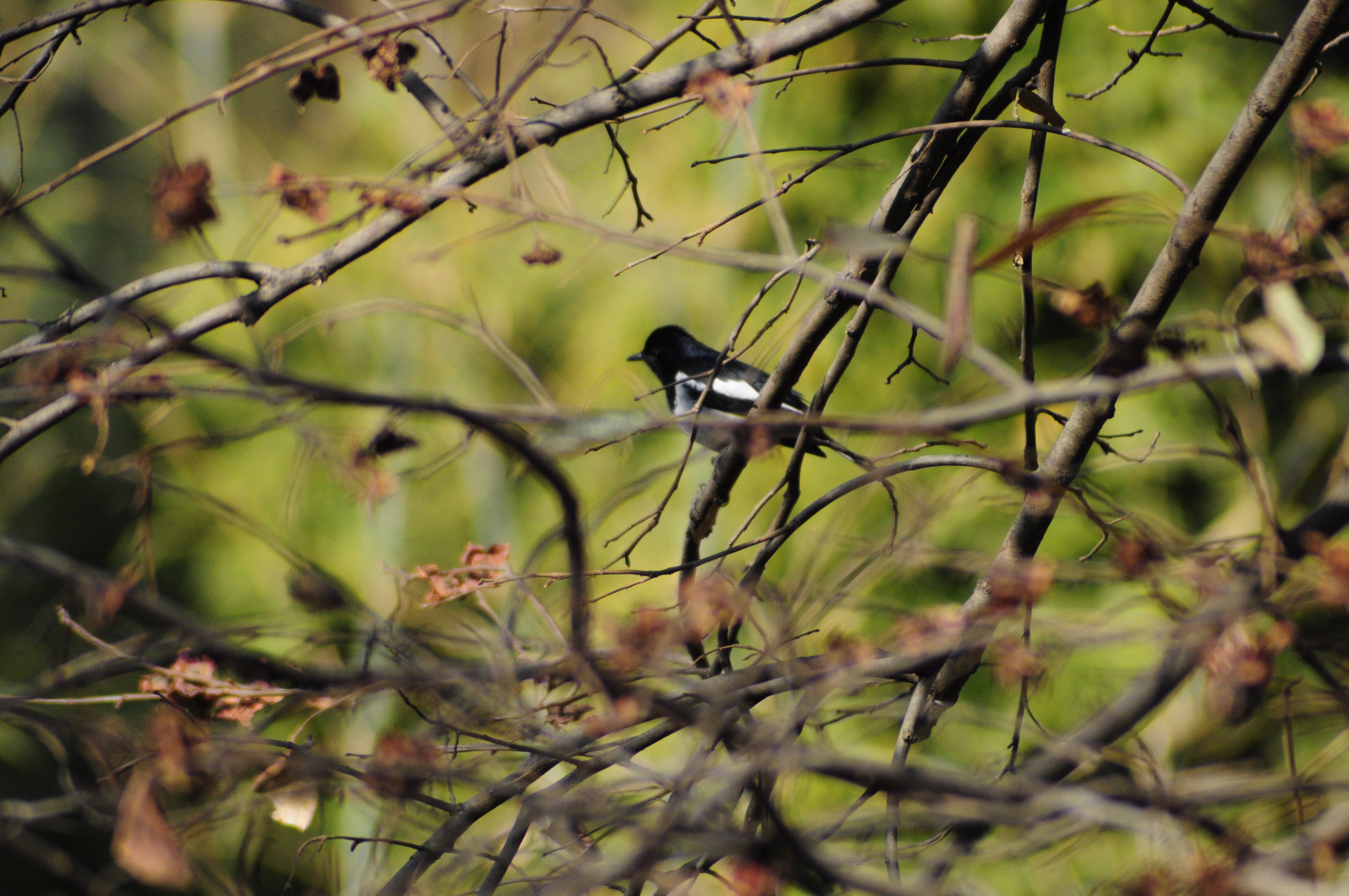
Fåglar i Shivapuri nationalpark.

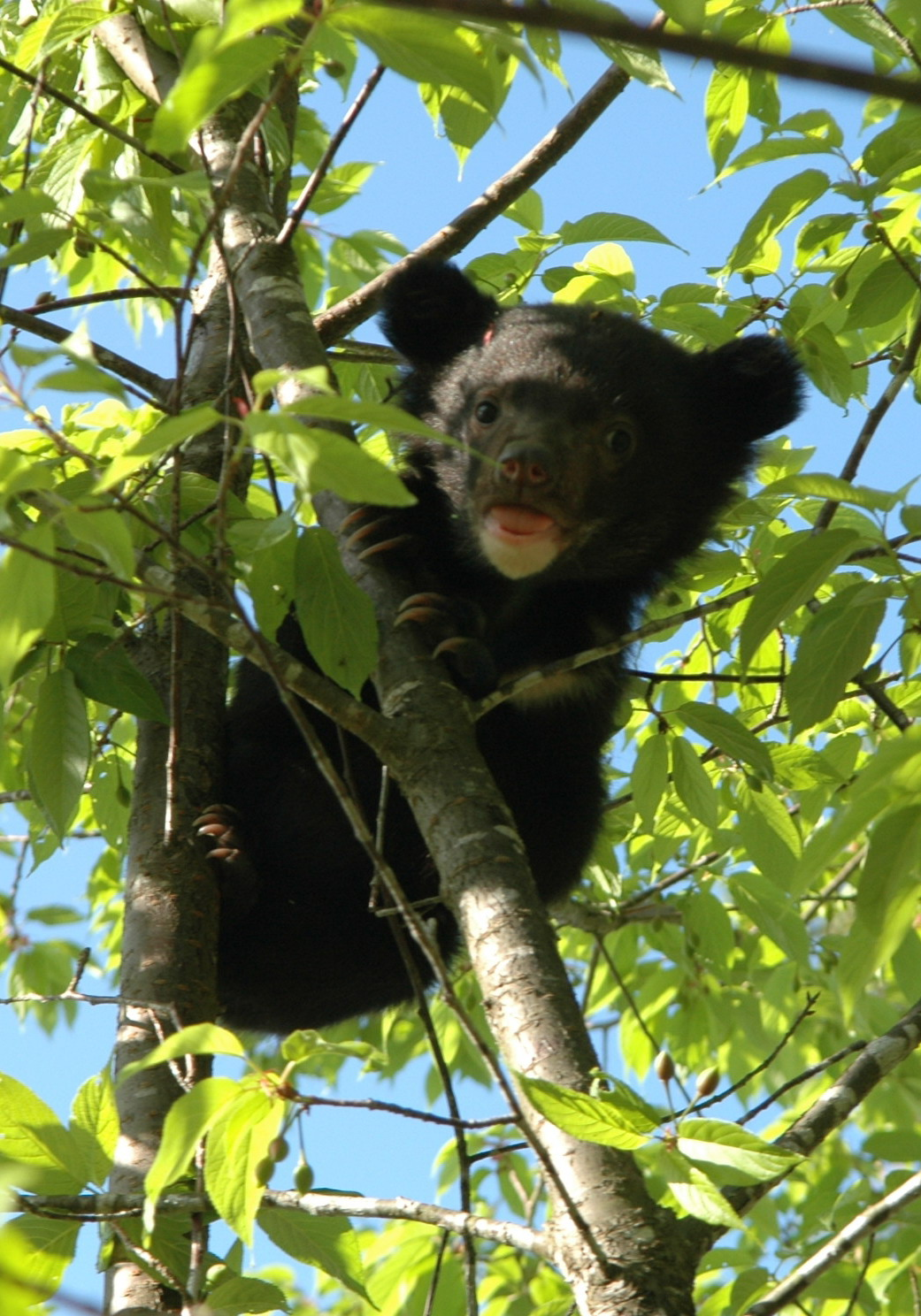
Unge av kragbjörn, den underart som finns i Himalya.

Sedan nationalparken bildades 2002 har åtskilliga inventeringar gjorts för att kartlägga faunan I området. Under fältstudier 2003-2004 hittades underarten Panthera pardus fusca av leopard, djungelkatt, indisk sibetkatt, guldschakal, underarten Ursus thibetanus laniger av kragbjörn, gulstrupig mård, javanesisk mungo, goral, muntjaker, vildsvin, rhesusapa, hulmaner, kortsvansad myrkott, vithalsat piggsvin, himalayapiphare, svartnackad hare, Dremomys lokriah, Mus cervicolor, Episoriculus caudatus och svartråtta. Ytterligare arter  fångades på kamera 2010: trädleopard, leopardkatt, maskpalmmård, krabbmangust och indisk myrkott.
2008 fångades fladdermusarterna Rhinolophus affinis, större hästskonäsa och Rhinolophus macrotis i slöjnät vid ingången till Nagarjunagrottan.
I de västra delarna av parkområdet har herpetologer gjort fynd av
Monokelkobra, snokarterna Amphiesma platyceps, Trachischium laeve och Trachischium tenuiceps, ödlearterna Japalura variegata, praktkalot, Eutropis carinatak och i släktet Asymblepharus, samt groddjuren svartvårtepadda, Fejervarya syhadrensis och i släktet Megophrys sommaren 2009.
Ornitologer har listat 318 fågelarter inom nationalparken, bland annat
berguv, bågnäbbad sabeltimalia, vitstrupig flugsnappare, bandstjärtad gökduva och guldstrupig barbett.